# Archivo Nacional de Noruega

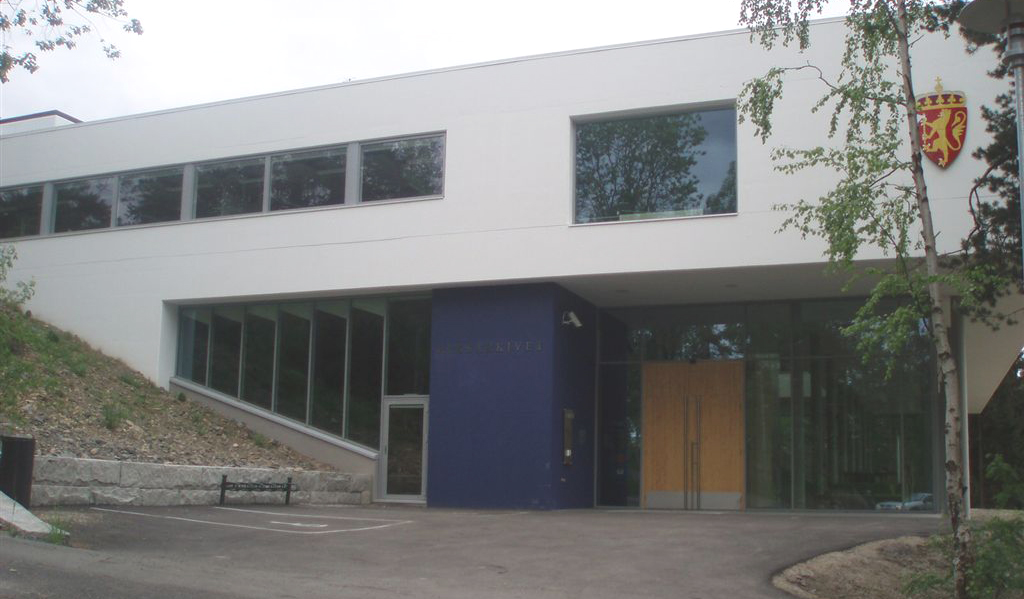
Archivo Nacional de Noruega.

El Archivo Nacional de Noruega (Riksarkivet) es la institución encargada de preservar materiales de archivo de instituciones estatales de Noruega, además de contribuir a la preservación de archivos privados. Hace este trabajo en colaboración con los archivos estatales regionales, con los cuales forma el Servicio Nacional de Archivo de Noruega (Arkivverket).
Se fundó el Archivo Nacional en 1817. Se nombró a Henrik Wergeland como el primer archivista en 1841.